# Adidas獵鷹
猎鹰 (Predator) 是由德国体育用品制造商阿迪达斯公司开发的一系列足球鞋。它的雏形是由澳大利亚足球运动员 Craig Johnston 设计的。猎鹰系列的特征是位于鞋上部，用于增加球鞋与球之间摩擦的橡胶块或橡胶条。在 2010 年下半年，阿迪达斯开发了新的“Power-spine”技术，宣称可以通过减少踢球时脚掌的弯曲来增加射门的力量。

## 历史型号
目前这一系列共有 11 种型号。价格低廉的版本并不包含所有的猎鹰科技，而且会有独立的名称。例如“Predator Pulse”的低配版本被称为“Pulsado”。最新的猎鹰版本为猎鹰 11 （Predator Adipower）。以下是猎鹰系列的历史型号列表：
1. Predator (1994)
2. Rapier (1995
3. Touch (1996)
4. Accelerator (1998)
5. Precision (2000) Incission (2001)
6. Mania (2002) Manado (2003)
7. Pulse (2004) Pulsado (2005)
8. Absolute (2006) Absolado (2007)
9. PowerSwerve (2008) (PowerSwerve 2009)
10. Predator X (2010) Predator X
11. AdiPower Predator (2011) Predator Kinetic SL (精英版)

与这一系列同名的“猎鹰元素”也在不断的发展。这项技术的原则是在球鞋的前部加入阿迪达斯宣称能够增加球速的橡胶条。在最初的广告中，猎鹰系列的卖点主要是增加射门的力量，但逐渐地开始转向增加球的旋转和准确度。第一双猎鹰足球鞋同样有不带猎鹰元素的版本，但产品名称不同。1994年的Predator用黑色的袋鼠皮制成，并带有白色条纹和红色元素，而不含有猎鹰元素的版本为黑色，带有白色条纹和蓝色元素。Precision的低配版本为黑白两色，Mania的低配版本的鞋跟和条纹处为银色或金色。大卫·贝克汉姆和齐达内在其职业生涯中一直使用猎鹰系列足球鞋。

### Rapier
Rapier是第一双带有不同配色的阿迪达斯足球鞋。在这之前，阿迪达斯一直使用黑色皮革来制造足球鞋。Rapier和其后两款球鞋一样，有红白色版本（限量版）。在此之后，阿迪达斯开始生产各种配色版本的猎鹰足球鞋，其中有一种配色被称为贝克汉姆配色。

### Touch
Predator Touch是一款前所未有的产品，它采用了奇钉（Traxion）技术，其鞋钉为矩形。而在此之前，足球鞋的鞋钉均为圆形。阿迪达斯为于喜欢圆钉的职业球员生产了带有不同外底的猎鹰足球鞋。

### Accelerator
为了迎合1998年的法国世界杯，阿迪达斯发布了Predator Accelerator。这款球鞋采用了重新设计的TRX外底、不对称系带、天足（feet you wear）内底，并将球鞋前部的摩擦块嵌入鞋面。这款球鞋被称为阿迪达斯生产的最好的球鞋。Accelerator的代言人包括德尔·皮耶罗、齐达内和大卫贝克汉姆等顶级球星。
阿迪达斯Predator Accelerator共有四种不同的配色：
白/黑
黑/红/白
红/黑
电光黄（全球限量999双）
另外，这款球鞋的无“猎鹰元素”版本为黑/蓝配色。这是Predator Accelerator hallo的低价版本。

### Precision
Predator Precision引入了可更换式奇钉技术。鞋钉有不同的长度，可以适应不同的场地条件。但是这也带来了一些问题，可更换式奇钉经常会松脱，相对于传统的鞋钉，需要更多的日常维护。2001年，阿迪达斯发布了经过改进的版本，拥有类似的条纹和配色方案。但是这一改进版本所采用的猎鹰技术与Accelerator类似。

### Pulse
Pulse這代推出了PowerPulse技術,藉著在前腳掌部份增加配重塊來提升射門力量
鞋面上的摩擦塊重新設計了形狀,減掉不必要的累贅與重量,讓觸球面更加貼合
雙複合型鞋後跟有效的包覆住腳後跟,減少阿基里斯腱的壓力,使球員更加舒適
重新設計過的可更換式奇釘變的更加緊密,不再容意鬆脫,但也帶來了不易拆除的缺點